# Бондари (Житомирская область)
Бондари́ (укр. Бондарі) — село на Украине, основано в 1825 году, находится в Коростенском районе Житомирской области.
Код КОАТУУ — 1824280601. Население по переписи 2001 года составляет 960 человек. Почтовый индекс — 11152. Телефонный код — 4148. Занимает площадь 1,56 км².

## Адрес местного совета
11152, Житомирская область, Овручский р-н, с. Бондари